# Francisco Álvares
Pour les articles homonymes, voir Álvares.
Cet article possède un paronyme, voir Francisco Álvarez.

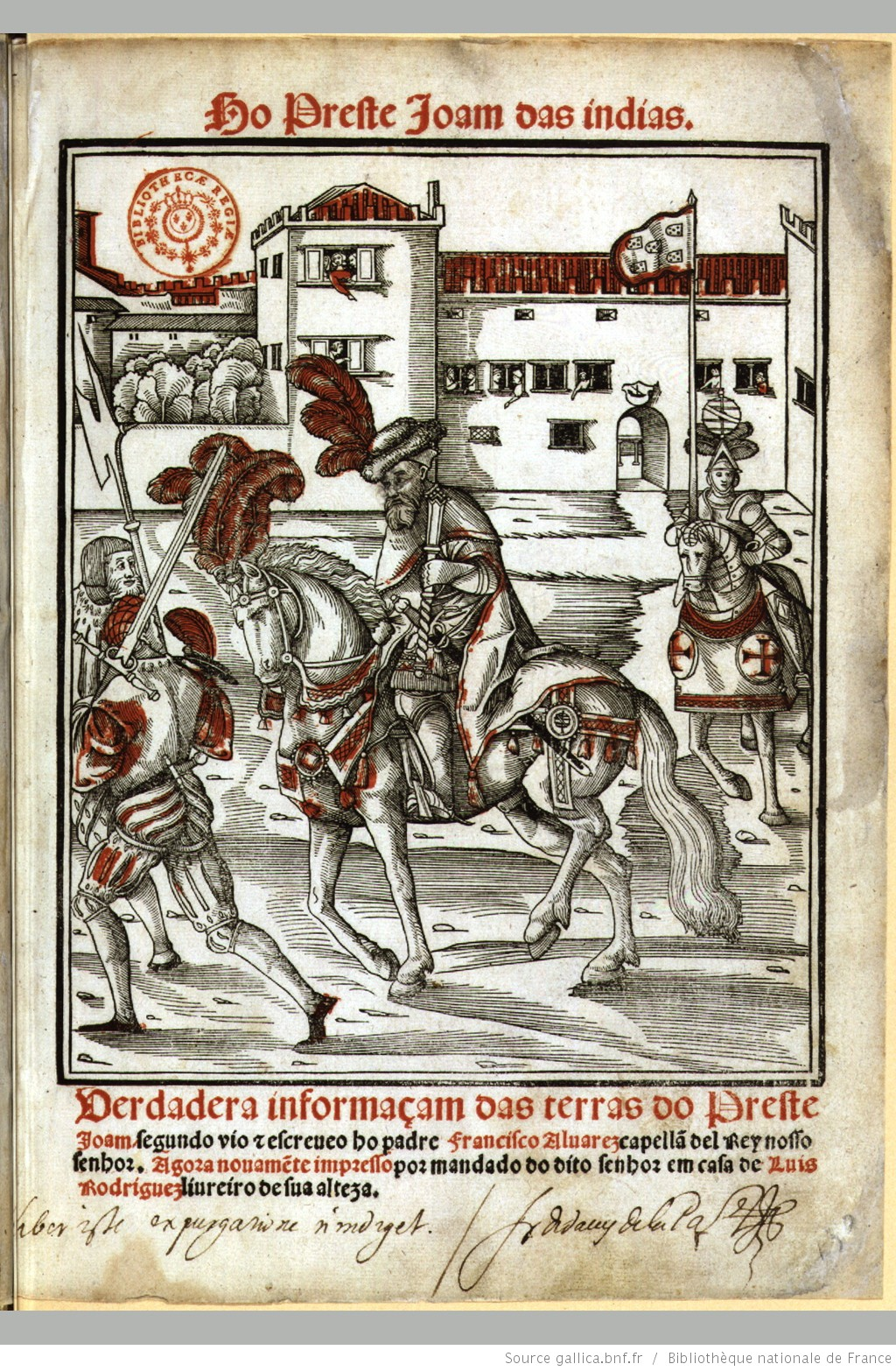
Francisco Álvares, Verdadeira informação das terras do Preste João das Índias, 1540

Francisco Álvares (v. 1465-1541?) est un missionnaire chrétien et un explorateur portugais.

## Biographie
Aumônier de Manuel Ier, roi du Portugal, il devint secrétaire de l'ambassade que ce prince envoya en 1515 à Dawit II, roi d'Éthiopie. Ce n'est qu'en 1520 qu'il atteint l'Abyssinie, où il resta six ans, retournant à Lisbonne en 1526-1527.
À son retour, il fut envoyé en 1533 à Rome en ambassade auprès du pape Clément VII.
La date précise de sa mort, comme celle de sa naissance, est inconnue, mais elle doit être postérieure à 1540, date à laquelle il publia, sous le patronage du roi, une relation de son voyage éthiopien sous le titre de Vraie information des États du prince Jean (Lisbonne, 1540), traduite en français en 1556 : c'est le premier ouvrage qui ait donné des détails exacts sur cette contrée.

## Œuvres
- Vraie information des États du prince Jean, 1558 ([lire en ligne]

## Sources
- Léon l'africain, Historial description de l'Afrique, tierce partie du monde / escrite par Jean Léon, African ; premierement en langue arabesque, puis en toscane, a present mise en françois, préf. par Jean Temporal, G. B. Ramusio, Lyon, 1556.

Cet article comprend des extraits du Dictionnaire Bouillet. Il est possible de supprimer cette indication, si le texte reflète le savoir actuel sur ce thème, si les sources sont citées, s'il satisfait aux exigences linguistiques actuelles et s'il ne contient pas de propos qui vont à l'encontre des règles de neutralité de Wikipédia.